# Big Comic Spirits
Big Comic Spirits (ビッグコミックスピリッツ?, Biggu Comikku Supirittsu) è una rivista giapponese a cadenza settimanale di manga seinen pubblicata da Shogakukan, seguita da un pubblico maschile tra i 20 e i 25 anni, originariamente lanciata il 14 ottobre 1980.

## Storia
Big Comic Spirits è stato lanciato il 14 ottobre 1980 come rivista mensile. Il seguente giugno passò a una rivista quindicinale pubblicata il 15 e il 30 di ogni mese. A partire dall'aprile del 1986 la rivista passò a una versione settimanale, con nuovi numeri rilasciati ogni lunedì. La circolazione nel 2008 è stata in media di oltre 300 000 copie, ma nel 2015 era scesa a 168.250. Nel 2009 Shogakukan ha lanciato una nuova rivista, Monthly Big Comic Spirits.

## Mangaka e serie inBig Comic Spirits
- Koji Aihara
  - Koji En
- Manabu Akishige
  - D-ASH
- Inio Asano
  - Buonanotte, Punpun
- Tatsuya Egawa
  - Russo-Japanese War Story
  - Tokyo University Story
- Hisashi Eguchi
  - Paparinko Monogatari
- Tooru Fujisawa
  - Animal Joe
- Akira Hanasaki
  - Oishinbo
- Keigo Shinzō
  - Hirayasumi
- Kengo Hanazawa
  - Boys On The Run
  - I Am a Hero
  - Resentment
- Makoto Ojiro
  - Neko no Otera no Chion-san
  - Kimi wa Houkago Insomnia
- Jun Mayuzuki
  - Come dopo la pioggia
- Hidenori Hara
  - Aozora
  - Yattarou Jan!!
- Shohei Harumoto
  - CB Gan
- Hideo Hijiri
  - Nazeka Emikai
- Minoru Hiramatsu
  - Agnes Kamen
- Mochiru Hoshisato
  - Living Game
- Ryōichi Ikegami
  - Crying Freeman
  - Wounded Man
- Yūgo Ishikawa
  - Yoiko
- Junji Itō
  - Gyo
  - Uzumaki
- Takashi Iwashige
  - Bokkemon
- Shigeyuki Iwashita
  - Badfly
- Atsushi Kamijo
  - 8 -Eight-
- Tomohiro Koizumi
  - TENKOUSEI Ore no Asoko ga Aitsu no Are de
- Meiko Komichi
  - Kaze Shimasu?
- Ikuko Kujirai
  - Blue Jean
- Yasuyuki Kunitono
  - 100 Oku no Otoko
- Eisaku Kubonouchi
  - Cherry
  - Chocolat
  - Tsurumoku Dokushin Ryou
- Shohei Manabe
  - Yamikin Ushijima-kun
- Taiyō Matsumoto
  - Takemitsu zamurai
  - Black and White/Tekkon Kinkreet
- Toshiyuki Mutsu
  - Mucchi ni Goyoujin
- Yu Nakahara
  - Last Inning
- Nakatani D.
  - Dawn
- Hiromi Namiki
  - Ministry of Finance
- Masaharu Noritsuke
  - Chuutai Afro Tanaka
  - Koukou Afro Tanaka
- Tobira Oda
  - Danchi Tomoo
- Noboru Rokuda
  - F
- Shuhou Satou
  - New Say Hello to Blackjack
- Fumi Saimon
  - Tokyo Love Story
- Yukizou Saku
  - Hakuba no Ouji-sama
- Kaoru Shintani
  - Area 88
- Masahito Soda
  - Subaru
- Yoshihisa Tagami
  - Karuizawa Syndrome
- Rumiko Takahashi
  - Maison Ikkoku
- Shin Takahashi
  - Iihito
  - Saikano
- Kentaro Takekuma e Koji Aihara
  - Even a Monkey Can Draw
- Yuji Takemura
  - Master of Sea UMISHI
- Yukio Tamai
  - Omega Tribe Kingdom
  - Omega Tribe
- Jirō Taniguchi
  - Benkei in New York
- Sekiya Tetsuji
  - Bambino!
- Kazuo Umezu
  - My Name is Shingo
- Naoki Urasawa
  - 20th Century Boys
  - Master Keaton
  - Happy!
  - Yawara! A Fashionable Judo Girl
- Katsumi Yamaguchi
  - Takunabi
- Naoki Yamamoto
  - Dance Till Tomorrow
  - Arigatō
  - Believers
- Hideo Yamamoto
  - Homunculus
- Yasuhito Yamamoto
  - Sekido
  - Boku
- Kimio Yanagisawa
  - Ruri Iro Generation
- Sensha Yoshida
  - Utsurun desu.
- Kei Tōme
  - Mahoromi - Visioni spazio temporali

## Riviste correlate
- Big Comic Original